# Siculiana

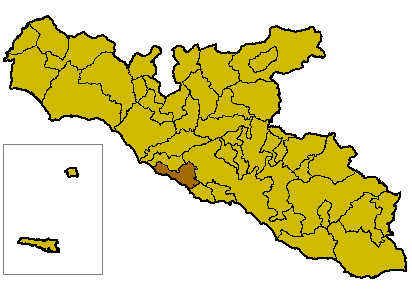
Ubicació de Siculiana dins la província

Siculiana (sicilià Siculiana) és un municipi italià, dins de la província d'Agrigent. L'any 2008 tenia 4.676 habitants. Limita amb els municipis d'Agrigent, Montallegro i Realmonte.

## Administració
| Període | Identitat                                        | Partit                  |
| ------- | ------------------------------------------------ | ----------------------- |
| 2008-   | Enrico Guillotti, Chiara Armenia i Agata Polizzi | Comissió extraordinària |